# Carex acuta
Carex acuta es una especie de planta herbácea de la familia Cyperaceae.

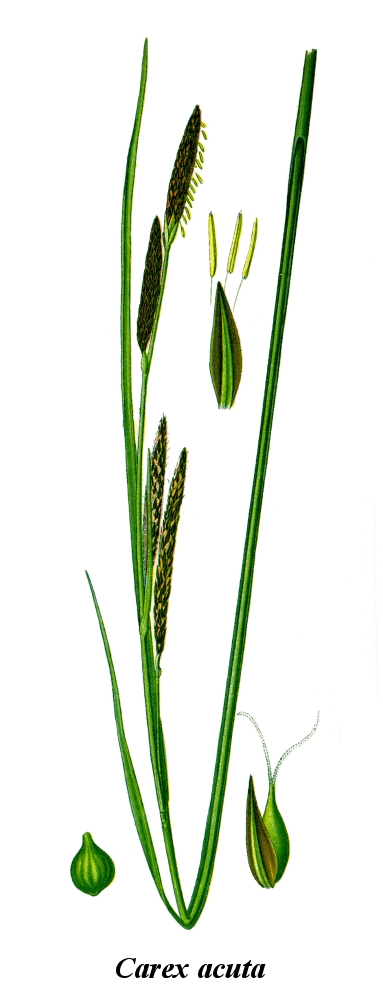
Ilustración

## Descripción
Es una planta herbácea perenne que alcanza los 3 a 15 dm de altura. Forma poblaciones con muchos espolones subterráneos (rizomas). Sus extremidades son muy largas de color oscuro. La raíz principal tiene una masa de muchos nervios, recios. El diámetro de la más gruesa de las raíces es de 1,5 a 2 mm . Las hojas son de color verde o gris-verde, muy ásperas. Tienen alrededor de 5 mm a 10 mm de ancho y unos 2 dm de largo. La lígula es de color marrón.

## Hábitat
Se pueden encontrar cada vez más en los márgenes de los ríos y lagos en las ecorregiones paleártica terrestres en suelos encharcados, alcalinos o ligeramente ácidos y en depresiones de suelo mineral.

## Distribución
Carex acuta no tolera la prolongada desecación. La comunidad se distribuye, en particular, en el norte de Francia, los Países Bajos, Europa central hacia el sur hasta los valles de Sava y Drava de Croacia, el norte del valle Morava de Serbia y Rumanía, al norte de Polonia, el distrito de Kaliningrado, Lituania y Letonia, en el sur de Escandinavia, en la cuenca del Dnieper del norte de Ucrania y el sur de Bielorrusia, en la parte baja del valle del Volga.

## Taxonomía
Carex acuta fue descrita por Carlos Linneo y publicado en Species Plantarum 2: 978. 1753.
Etimología
Ver: Carex
acuta; epíteto latino que significa "afilada".
Sinonimia
- Carex acuta var. amblylepis (Peterm.) Nyman
- Carex acuta amblylepis Peterm.
- Carex acuta dioica Peterm.
- Carex acuta forma graciliflora Legrand
- Carex acuta forma gracilis (Curtis) Sanio
- Carex acuta var. intermedia Èelak.
- Carex acuta var. moenchiana (Wender.) Nyman
- Carex acuta forma pedicellata Peterm.
- Carex acuta var. prolixa (Fr.) Hartm.
- Carex acuta subsp. prolixa (Fr.) Nyman
- Carex acuta var. sparsiflora Dewey
- Carex acuta forma tourangiana (Boreau) Sanio
- Carex acuta var. tricostata (Fr.) Crép.
- Carex acuta forma vaginata Peterm.
- Carex ambigua Moench
- Carex cespitosa var. gracilis (Curtis) Fiori
- Carex corynophora Peterm.
- Carex cunninghamii Boott
- Carex dichroandra V.I.Krecz.
- Carex elata subsp. mauritanica (Boiss. & Reut.) A.Galán
- Carex fuscovaginata Kük.
- Carex graciliformis V.I.Krecz.
- Carex gracilis Curtis
- Carex gracilis forma amblylepis (Peterm.) Asch. & Graebn.
- Carex gracilis var. angustifolia Kük.
- Carex gracilis var. approximata Kük. ex Junge
- Carex gracilis forma brachystachya Kük.
- Carex gracilis forma corynophora (Peterm.) Kük.
- Carex gracilis subsp. corynophora Asch. & Graebn.
- Carex gracilis lusus dioica (Peterm.) Soó
- Carex gracilis subsp. erecta Kük.
- Carex gracilis subsp. eugracilis Kük.
- Carex gracilis forma graciliflora (Legrand) Soó
- Carex gracilis var. humilis Kük.
- Carex gracilis subsp. intermedia (Èelak.) Soó
- Carex gracilis var. libanotica Kük.
- Carex gracilis forma pedicellata (Peterm.) Soó
- Carex gracilis forma podperae Soó
- Carex gracilis var. rudis (Wimm.) Kük.
- Carex gracilis forma rudis (Wimm.) Kük.
- Carex gracilis forma seminuda (Beck) Kük.
- Carex gracilis var. strictifolia (Opiz ex Nyman) Asch.
- Carex gracilis var. tricostata (Fr.) Asch.
- Carex gracilis forma vaginata (Peterm.) Soó
- Carex lilibaea Lojac.
- Carex mauritanica Boiss. & Reut.
- Carex moenchiana Wender.
- Carex podperae Otruba
- Carex pratensis Hosé
- Carex prolixa Fr.
- Carex pulchella Nyl. ex Trevir
- Carex recurva Willd. ex Kunth
- Carex riparia Moench ex Steud.
- Carex rudis Wimm.
- Carex rufa var. seminuda Beck
- Carex sareptana V.I.Krecz.
- Carex schummelii Siegert
- Carex strictifolia Opiz ex Nyman
- Carex touranginiana Boreau
- Carex tricostata Fr.
- Carex tricostata var. schummelii (Siegert) Nyman
- Carex virens Thuill.
- Carex virginiana Woods
- Carex virginica Steud.
- Carex wimmeri Steud.
- Osculisa acuta (L.) Raf.
- Vignantha acuta (L.) Schur
- Vignantha moenchiana (Wender.) Schur
- Vignantha prolixa (Fr.) Fourr.
- Vignantha touranginiana (Boreau) Fourr.
- Vignea acuta (L.) Rchb.
- Vignea moenchiana (Wender.) Rchb.
- Vignea strictifolia Opiz[5]

## Nombres comunes
- Castellano: lastones.[6]